# Ryrkaipij
Ryrkaipij (russisch von tschuktschisch Рырка́йпий) ist ein Dorf (selo) im Autonomen Kreis der Tschuktschen (Russland) mit 766 Einwohnern (Stand 14. Oktober 2010).

## Geographie

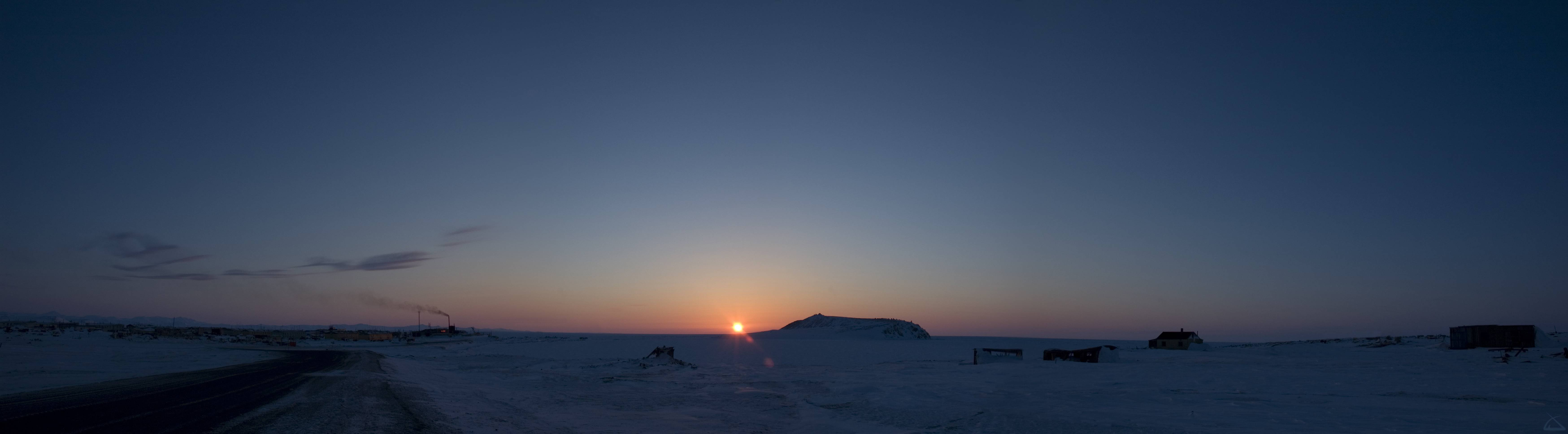
Blick auf Ryrkaipij von der Straße aus Richtung Mys Schmidta. In der Mitte der Koschewnikow-Felsen (utjos Koschewnikowa), die westliche „Hälfte“ des Kaps Schmidt; davor die Nordbucht (buchta Sewernaja) der Tschuktschensee (Ende April 2006)

Der Ort liegt knapp 500 km nordnordöstlich des Kreisverwaltungszentrums Anadyr an der Küste der Tschuktschensee, eines Randmeers des Arktischen Ozeans am Kap Schmidt (Mys Schmidta).
Ryrkaipij gehört zum Rajon Iultinski und befindet sich knapp 300 km nördlich von dessen Verwaltungszentrum Egwekinot. Es ist die einzige Ortschaft der gleichnamigen Landgemeinde (selskoje posselenije). Etwa 4 km südöstlich des Dorfes liegt die nach dem Kap benannte Siedlung städtischen Typs Mys Schmidta, bis zu dessen Anschluss an den Iultinski rajon 2008 Verwaltungssitz des Schmidtowski rajon.

## Geschichte

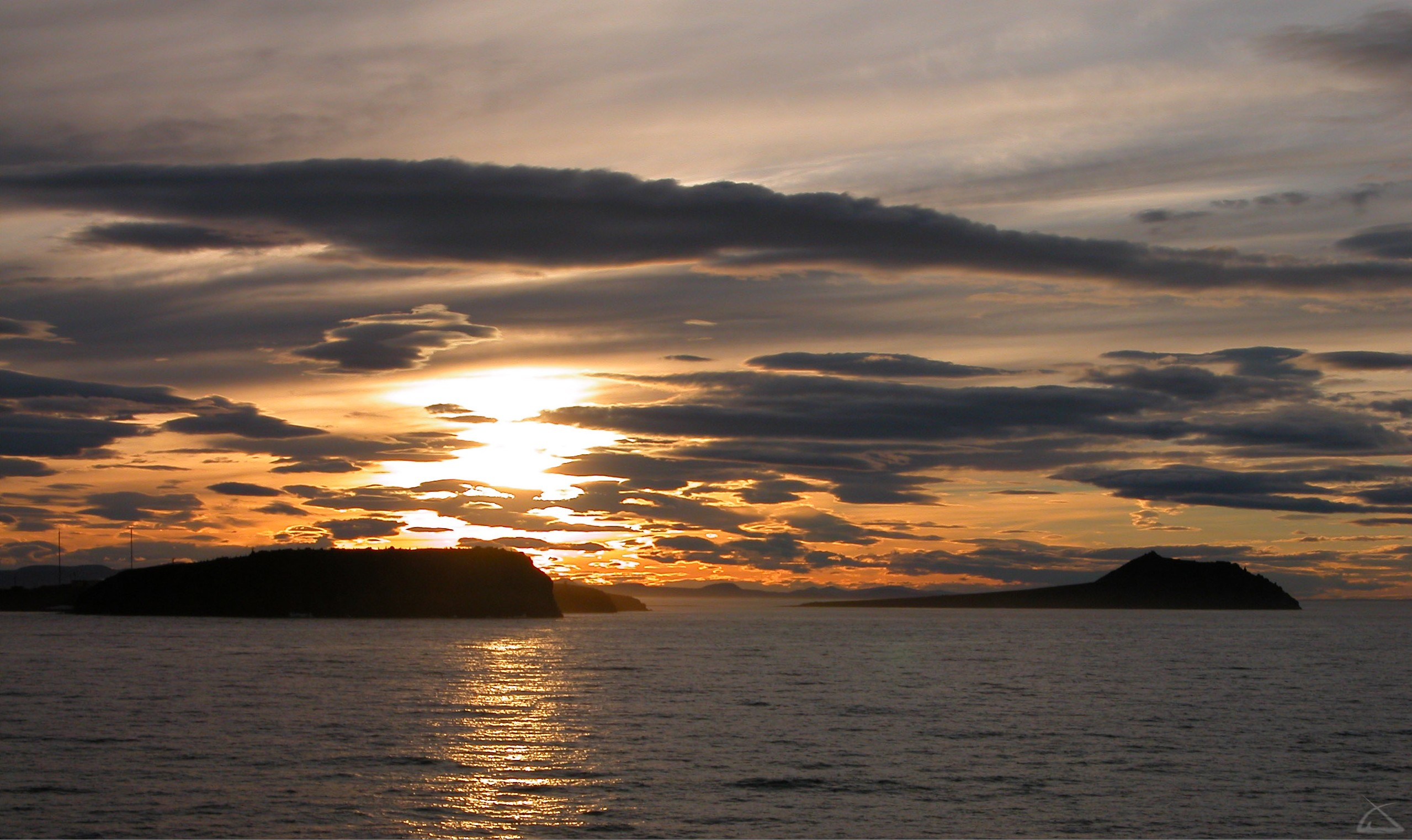
Kap Schmidt von Osten im September 2005. Links der Weber-Felsen (utjos Webera), links (südöstlich) davon erstreckt sich die Siedlung Mys Schmidta; rechts der Koschewnikow-Felsen, dazwischen die Nordbucht, an deren Ende – aus dieser Richtung durch zwei weitere Landspitzen verdeckt – Ryrkaipij liegt

Die Ansiedlung wurde erstmals 1791 vom englischen Seefahrer Joseph Billings erwähnt und in einer Karte verzeichnet, der in dieser Zeit mit Gawriil Sarytschew eine neunjährige Expedition in den äußersten Nordosten Russlands unternahm und dabei unter anderem mit Hundegespannen Tschukotka von Südosten durchquerte und entlang der Nordküste zur Tschaunbucht und weiter zum Großen Anjui fuhr. Der tschuktschische Ortsname bedeutet Liegeplatz von Walrossen.
Ryrkaipij war auch in der sowjetischen Periode, nachdem in der Nähe ein Militärflugplatz erbaut worden war und die zugehörige, vorwiegend von Russen bewohnte Siedlung Mys Schmidta entstanden war, vorwiegend von Angehörigen der indigenen Völker des russischen Nordens, insbesondere Tschuktschen, besiedelt. Nach der Aufgabe der militärischen Nutzung des Flugplatzes und des Wegzuges eines großen Teils der Einwohner von Mys Schmidta ist heute Ryrkaipij wieder der größere der beiden Orte.
Am 5. Dezember 2019 berichteten auch internationale Medien über den Ort, nachdem sich dort eine ungewöhnlich hohe Zahl von Eisbären (mehr als 50 Tiere) eingefunden hatte. Die öffentlichen Aktivitäten in Ryrkaipij wurden daraufhin auf ein Minimum reduziert. Es gab Spekulationen, ob ungewöhnlich warmes Wetter die Bären von ihrem üblichen Aufenthaltsort bei Kap Schmidt zur Nahrungssuche in den Ort getrieben hatte. Mehrere Experten sprachen sich für eine dauerhafte Aufgabe der Siedlung Ryrkaipij und die Evakuierung des Ortes aus, da die Eisbärengefahr langfristig zu groß sei.

## Verkehr
Ryrkaipij ist mit dem 4 km entfernten Mys Schmidta durch eine Schotterstraße verbunden. Zwischen den Orten besteht regelmäßige Busverbindung. Weiter führt eine Winterpiste zur im Inland liegenden aufgegebenen Siedlung Iultin und von dort eine Straße ins Rajonzentrum Egwekinot an der Südküste Tschukotka. Von Ryrkaipij nach Nordwesten entlang der Küste verläuft eine über 400 km lange Winterpiste über Billings zum aufgegebenen Bergbauort Komsomolski.
Bei Mys Schmidta befindet sich der gleichnamige Flughafen (ICAO-Code UHMI).